# قريه الكلاب (الشغادرة)

تعديل مصدري - تعديل

قريه الكلاب هي إحدى قرى عزلة داهم بمديرية الشغادرة التابعة لمحافظة حجة، بلغ تعداد سكانها 284 نسمة حسب تعداد اليمن لعام 2004.